# Алексеев, Денис Сергеевич
Денис Сергеевич Алексе́ев (21 декабря 1987, Ленинград, СССР) — российский легкоатлет. Чемпион России (2008) в беге на 400 м.
13 сентября 2016 года решением МОК из-за положительной допинг-пробы Дениса Алексеева также как вся команда лишён бронзовой медали Олимпийских игр 2008 года в Пекине в эстафете 4×400 м.

## Основные результаты
| Год  | Турнир                          | Место проведения   | Место   | Результат | Дисциплина |
| ---- | ------------------------------- | ------------------ | ------- | --------- | ---------- |
| 2007 | Чемпионат Европы среди молодёжи | Дебрецен, Венгрия  | 1-е     | 45.69     | 400 м      |
| 2007 | Чемпионат Европы среди молодёжи | Дебрецен, Венгрия  | 1-е     | 3:02:13   | 4х400 м    |
| 2007 | Чемпионат мира                  | Осака, Япония      | 5       | 3:01:62   | 4х400 м    |
| 2008 | Чемпионат России                | Казань, Россия     | 1-е     | 45:50     | 400 м      |
| 2008 | Олимпийские игры                | Пекин, Китай       | 3-е(DQ) | 2:58:06   | 4х400 м    |
| 2009 | Чемпионат Европы в помещении    | Турин, Италия      | 5(DQ)   | 3:07:83   | 4х400 м    |
| 2009 | Командный чемпионат Европы СПАР | Лейрия, Португалия | 3(DQ)   | 3:02:42   | 4×400 м    |
| 2010 | Чемпионат России в помещении    | Москва, Россия     | 2(DQ)   | 46.21     | 400 м      |
| 2011 | Командный чемпионат Европы СПАР | Стокгольм, Швеция  | 1(DQ)   | 3:02.42   | 4×400 м    |
| 2011 | Чемпионат России                | Чебоксары, Россия  | 2(DQ)   | 45.83     | 400 м      |
| 2011 | Чемпионат мира                  | Тэгу, Южная Корея  | 4(DQ)   | 3:00.22   | 4х400 м    |

## Награды и звания
- Заслуженный мастер спорта России
- Медаль ордена "За заслуги перед Отечеством" II степени — За большой вклад в развитие физической культуры и спорта, высокие спортивные достижения на Играх XXIX Олимпиады 2008 года в Пекине (2009)[3]